# Plavić
Plavić är en ort i Kroatien.   Den ligger i länet Krapina-Zagorjes län, i den norra delen av landet, 40 km nordväst om huvudstaden Zagreb. Plavić ligger 225 meter över havet och antalet invånare är 164.
Terrängen runt Plavić är kuperad västerut, men österut är den platt. Runt Plavić är det ganska tätbefolkat, med 56 invånare per kvadratkilometer. Närmaste större samhälle är Pregrada, 11,6 km nordost om Plavić. Omgivningarna runt Plavić är en mosaik av jordbruksmark och naturlig växtlighet.